# إنيري
إنيري هي إحدى مدن هايتي. يبلغ عدد سكانها 31,285 نسمة بحسب إحصائيات سنة 2003. يبلغ ارتفاع المدينة عن سطح البحر قرابة 365 متر.